# Бельвю (Женева)
Бельвю (фр. Bellevue) — громада  в Швейцарії в кантоні Женева.

## Географія
Громада розташована на відстані близько 130 км на південний захід від Берна, 6 км на північ від Женеви.
Бельвю має площу 4,4 км², з яких на 42,9% дозволяється будівництво (житлове та будівництво доріг), 40,2% використовуються в сільськогосподарських цілях, 15,5% зайнято лісами, 1,4% не є продуктивними (річки, льодовики або гори).

## Демографія
2019 року в громаді мешкало 3380 осіб (+6,8% порівняно з 2010 роком), іноземців було 36,9%. Густота населення становила 775 осіб/км².
За віковим діапазоном населення розподілялося таким чином: 27,9% — особи молодші 20 років, 58,8% — особи у віці 20—64 років, 13,3% — особи у віці 65 років та старші. Було 1081 помешкань (у середньому 2,9 особи в помешканні).
Із загальної кількості 1293 працюючих 7 було зайнятих в первинному секторі, 360 — в обробній промисловості, 926 — в галузі послуг.